# Certeau d'hiver
Certeau d'hiver est un cultivar de poire ancienne, encore produite.

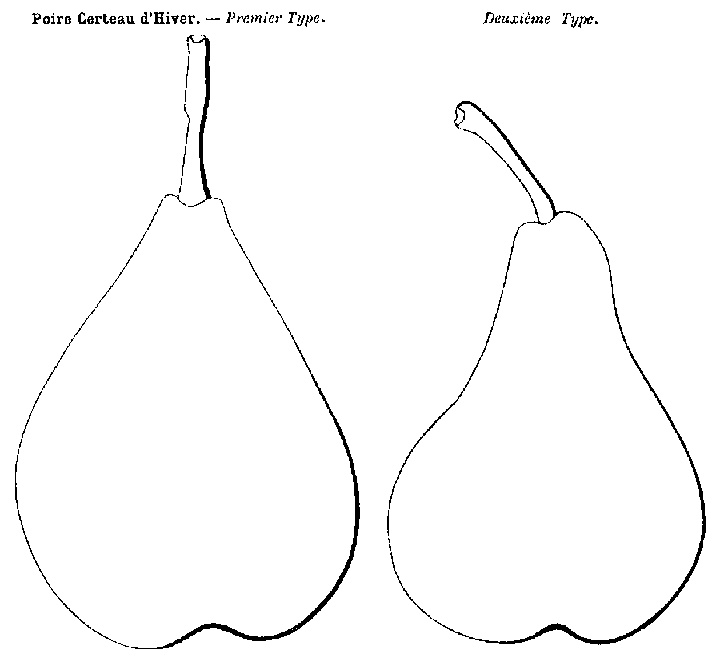
Deux types différents selon André Leroy.

## Synonymie
- De Gros Certeau,
- Champagne d'hiver,
- Trouvé de montagne,
- De Prince d'hiver,
- Trouvé(e),
- Pléteau,
- De Merle[1].

## Origine
La variété est originaire des environs de Vitry-le-François, en Champagne et fut décrite (en latin) par Charles Estienne en 1540 (Seminarium,)) sous le nom de "Champagne d'hiver"

## Description

### Arbre
Bois peu fort, rameaux assez nombreux.

### Fruit
Les descriptions d'André Leroy et d'Alphonse Mas sont différentes. Ces deux spécialistes dessinent des silhouettes dissemblables du fruit. André Leroy en propose même deux versions.
Le fruit se révèle de taille moyenne et parfois inférieure, affectant parfois la forme d'une calebasse.

## Utilisation et comportement organoleptique

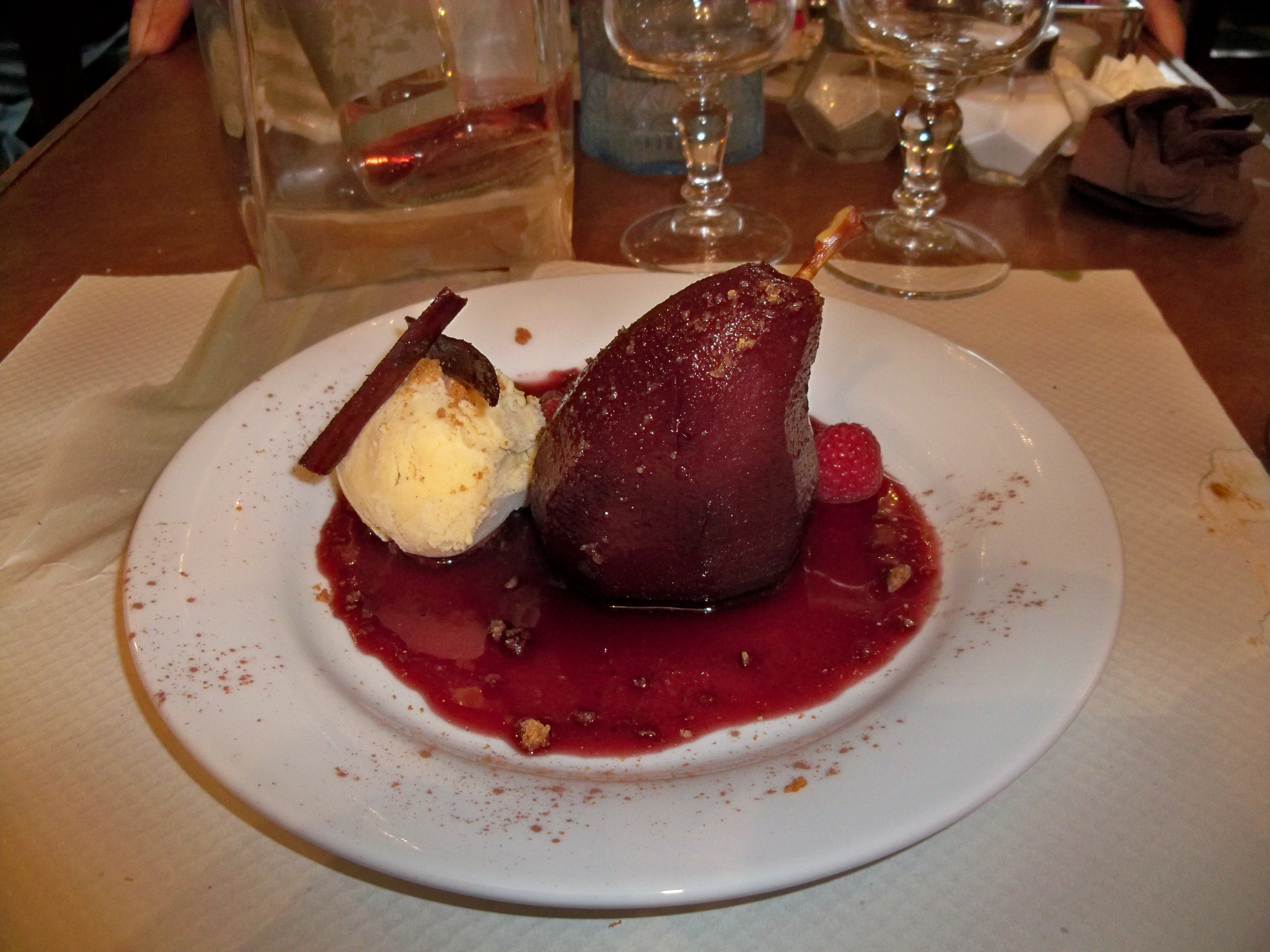
Cuisson au vin rouge.

L'utilisation et le comportement organoleptique de Certeau d'hiver est commun à la plupart des certeaux :
- bien que les fruits soient juteux, sucrés et parfumés, leurs tendances astringentes et pierreuses lorsqu'ils sont crus les rendent de qualité médiocre pour une consommation au couteau.
- en revanche, l'alchimie de la cuisson les rend de toute première qualité pour ce type de consommation et les fait classer dans les variétés recommandées pour confiture, cuisson au vin, pâtisserie, poire tapée, poire séchée...
- la chair devient plus ou moins rouge à la cuisson.